# Granada de fragmentación

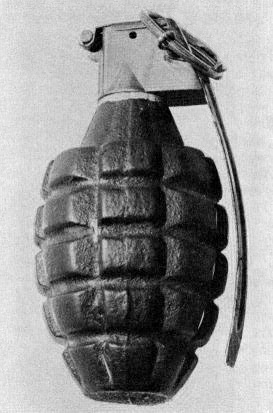
Granada Mk 2 de la Segunda Guerra Mundial.

La granada de fragmentación o granada defensiva, es un arma antipersona que está diseñada para dispersar metralla al detonar, con su carcasa o cuerpo hecho de plástico duro  de acero, alambre dentado, esferas de metal o su propia carcasa es lo que produce la metralla. Cuando la palabra granada se utiliza sin otra especificación y el contexto no sugiere otra cosa, se asume generalmente que se refiere a la granada de fragmentación. Comúnmente las granadas de fragmentación tienen un radio de heridas de entre 10 a 15 metros, produciendo heridas mortales entre los 2 y 5 metros, algunas granadas modernas pueden proyectar la metralla hasta a 230 metros de distancia. El uso de la granada de fragmentación puede ser tanto defensivo como ofensivo, siendo el primero el más usual en este tipo de armamento. La granada es detonada mediante una espoleta que enciende su carga explosiva, cuentan con un temporizador que es activado al momento de retirar el anillo y soltar el mango al ser lanzada, detonando su carga explosiva a los pocos segundos.